# Grand Turk Parade Ground
Parade Ground – stadion wielofunkcyjny w Cockburn Town, na Turks i Caicos. Jest obecnie używany głównie do rozgrywek lekkoatletycznych, krykieta, rugby union i piłki nożnej.